# Hugo Cândido
Hugo Cândido ou Hugo Albo (ca. 1095 - ca. 1160) foi um monge do mosteiro beneditino em Peterborough, que escreveu um relato latino medieval de sua história, de sua fundação como Medeshamstede em meados do século VII até meados do século XII.

## Vida

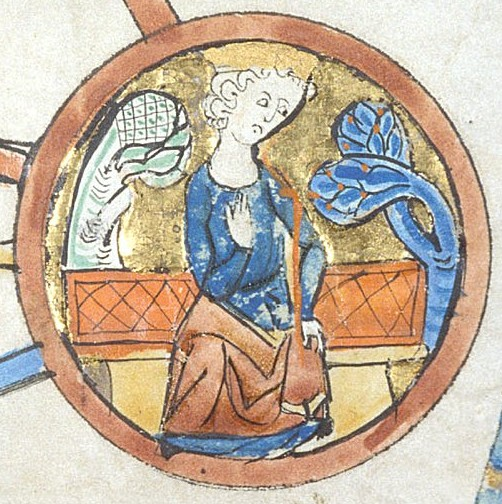
Iluminura do século XIII de

Era um monge na Abadia de Peterborough desde tenra idade. Foi levado à comunidade por seu irmão mais velho, Reinaldo Espírito, um sacristão durante o oficio do abade Ernulfo (1107–1114). Era uma criança muito doente e embora viveu até a velhice, nunca foi forte. Era chamado "Hugo Albo" ("Hugo, o Branco") por sua palidez e beleza de seu semblante; escritores tardios chamam-o "Hugo Cândido", com "cândido" tendo sentido análogo a "albo". John Leland traduziu "Cândido" como se fosse um sobrenome e chamou-o Hugh Whyte.
Seus principais professores foram Ernulfo e Reinaldo; depois escreveu com afeição sobre eles. Continuou monge sob os abades João, Henrique I, Martinho de Bec e Guilherme de Waterville. Ganhou a afeição dos monges e abades, juniores e seniores, e foi igualmente popular nos mosteiros vizinhos e pelo país, sendo empregado em todo tipo de assunto do mosteiro, interno e externo. No tempo o abade Martinho (1133–1155), foi eleito sub-prior. Esteve presente quando a igreja foi incendiada em 1116. Na reconsagração subsequente pelo bispo Alexandre de Lincólnia na Quaresma de 1139, beijou e lavou a mão direita de São Osvaldo, a mais preciosa das relíquias mantidas em Peterborough. Ele testemunhou que a carne e pele ainda estavam inteiras, de acordo com a profecia de São Edano. No dia da morte de Martinho em 2 de janeiro de 1155, Hugo foi nomeado com outros 11 monges seniores, todos os quais foram juniores em relação a ele, para formar o comitê à eleição do novo abade. Eles escolheram Guilherme de Waterville, um de sua própria casa. No dia seguinte, Hugo enviou com o prior Reinaldo o anúncio da eleição para o rei Henrique II que estava em Oxônia com o arcebispo Teobaldo da Cantuária. Henrique confirmou a eleição.

## Obra
Hugo escreveu uma história da Abadia de Peterborough, em latim medieval, na qual descreveu sua fundação como Medeshamstede no século VII; sua refundação pelo bispo Adeluoldo de Vincéstria no século X, e a subsequente mudança do nome para Burh, ou Borough, que ele dá na forma anglo-normanda como Burch; seu enriquecimento antes da conquista normanda em 1066 é o motivo para ser conhecida como "o burgo dourado"; e ele conclui com a eleição do abade Guilherme de Waterville. Segundo o professor King, "a escrita de Hugo nunca desvia do mosteiro, sua estrutura, sua doação e os santos que vigiavam-o." Depois, mãos anônimas interpolavam várias adições, incluindo referências à morte de Hugo, e um breve relato da deposição de Guilherme de Waterville em 1175. É conjecturado que Hugo morreu logo após a eleição de Waterville; King propôs ca. 1160.
Pensou-se que Hugo também escreveu as porções finais da Crônica de Peterborough, uma versão local da Crônica Anglo-Saxônica que, como sua história, abruptamente acaba com a eleição de Guilherme. Isso é hoje rejeitado, pois segundo um autor, Hugo foi incapaz de entender completamente o inglês da crônica. Contudo, enquanto outro escritor observou que Hugo "podia ter sido ao menos meio normando", segundo o editor mais recente da história de Hugo, mostra que "[inglês antigo] ainda era entendido nos círculos monásticos de peterborough em meados do século XII, para além das provas fornecidas pela transcrição da [Crônica de Peterborough] lá". Outrossim, enquanto o mais recente editor da crônica considera mais provável que Hugo fez uso dela em vez do contrário, o editor anterior afirmou que toda a evidência disponível parecia estar contra a identificação de Hugo como autor.
A história de Hugo foi publicada pela primeira vez em 1723 por Joseph Sparke, em sua Vários Escritores da História da Inglaterra (Historiæ Anglicanæ Scriptores Variæ), editada de um manuscrito do século XIV conhecido como Livro de Guilherme de Whittlesey. Uma tradução resumida de partes em verso normando-francês está impressa na mesma coleção, bem como uma continuação até 1246, ambos de outro manuscrito datado dos anos 1250, que está agora na Sala do Manuscrito na Biblioteca da Universidade de Cambrígia, e é chamado de Livro de Roberto de Swaffham. Contudo, a versão mais antiga sobrevivente é uma transcrição feita no século XVII, de um manuscrito que foi perdido quando parte da Biblioteca Cotton pegou fogo em 1731. A mais recente edição da história, na qual as três versões em latim medieval são editadas juntas de modo a indicar suas diferenças, é aquela de W.T. Mellows, que foi publicada em 1949. Uma tradução em inglês por C. e W.T. Mellows, editada por W. T. Mellow, foi publicada em 1941, mas uma terceira edição revisada foi publicada em 1980.